# آبشار واتسون
آبشار واتسون (به انگلیسی: Watson Falls) آبشاری است که در کشور ایالات متحده آمریکا واقع شده‌است و بلندترین ریزشگاه آن ۸۵ متر ارتفاع دارد. حوضهٔ آبریز این آبشار، رود آمپکوای شمالی است.